# Joris Keizer
Joris Keizer (Hengelo (Overijssel), 26 januari, 1979) is een voormalige Nederlandse zwemmer die het Nederlands record op de 50 meter vlinderslag op de langebaan in bezit had.

## Zwemcarrière
Na het goud bij de Europese Jeugdkampioenschappen in 1997 maakte Joris Keizer zijn internationale senioren debuut bij de WK zwemmen 1998 in het Australische Perth met een vijfde plaats op de 100 meter vlinderslag. Het jaar daarna bij de WK kortebaan 1999 in Hongkong behaalde hij een bronzen medaille op de 50 meter vlinderslag. Bij de WK zwemmen 2003 in Barcelona werd hij vijfde op de 4 x 100 meter wisselslag. Naast Keizer bestond het team uit Klaas-Erik Zwering, Thijs van Valkengoed en Pieter van den Hoogenband.

### Olympische Spelen
Joris Keizer nam tweemaal deel aan de Olympische Spelen in 2000 in Sydney en vier jaar later in Athene was hij er ook bij. Zijn beste prestatie was een vierde plaats op de 4 x 100 meter wisselslag in Sydney, met Klaas Erik Zwering, Marcel Wouda en Pieter van den Hoogenband. Individueel behaalde hij daar een negende plaats op de 100 meter vlinderslag. In Athene nam hij alleen deel aan de 100 meter vlinderslag waarop hij in de series werd uitgeschakeld.